# 1324

## Esdeveniments
- 12 de juliol - Els catalans entren dins Càller, capital de Sardenya, després d'un setge, i imposen una pau precària en la conquesta aragonesa de Sardenya.

## Naixements
Països Catalans
Resta del món
- 5 de març - Dunfermline (Fife, Escòcia): David II, rei d'Escòcia (m. 1371).[1]

## Necrològiques
Països Catalans
Resta del món
- Marco Polo - Venècia: Marco Polo, explorador i mercader, el més famós dels viatgers de la ruta de la Seda (n. 1254).
- Sanç I de Mallorca (a Formiguera), rei de Mallorca i comte de Rosselló i Cerdanya.